# Скрипка Ротшильда
Скри́пка Ро́тшильда — рассказ Антона Павловича Чехова, написанный в 1894 году.

## История создания
В 1892 году Чехов купил имение Мелихово, где лечил местных крестьян, строил школы для крестьянских детей, выезжал в губернии, охваченные голодом, участвовал во всеобщей переписи населения. За годы «мелиховского сидения» было написано 42 произведения, и «Скрипка Ротшильда» стало одним из них.
Создавался рассказ с середины декабря 1893 года до середины января 1894 года и относится к позднему периоду творчества писателя.

## Сюжет
Сюжет разворачивается в маленьком городке, который населяли «почти одни только старики» и в котором живёт и работает гробовщиком главный герой — Яков Иванов, которого жители зовут просто Яков, по прозвищу «Бронза».
Помимо основного заработка, Якову приносила доход игра на скрипке, обыкновенно на свадьбах и концертах местечкового оркестра, большинство музыкантов в котором были евреи. Играл он хорошо, но из-за грубого отношения к флейтисту оркестра — Ротшильду, который вызывал у Якова презрение и ненависть за свою жалобную игру, приглашали его не часто и «только в случае крайней необходимости».
Яков по сути своей алчный, жестокосердный человек, никогда не пребывающий в хорошем расположении духа и постоянно терпящий убытки от «сидения сложа руки» в праздники, коих набиралось около двухсот дней в году. Со страшными мыслями герой обыкновенно справлялся с помощью скрипки, струны которой он предпочитал перебирать в темноте, и ему становилось легче.
У Якова Иванова есть жена Марфа. Случилось так, что «шестого мая прошлого года» старуха вдруг занемогла. Занятый подсчётами убытков за год, Яков сразу не обратил внимания на состояние жены: та, казалось, умирала, но была счастлива избавиться от гробов и, собственно, от Якова. Вспомнив, как относился к Марфе за все прожитые вместе годы, герой понял, отчего она на смертном одре выглядит такой посвежевшей и, дождавшись утра, повез её в больницу. Вместо доктора пациентов принимал фельдшер Максим Николаич, про которого говорили, что он хоть и пьющий, но понимает в лечении больше доктора. Взглянув на больную старуху и поинтересовавшись её возрастом (без года семьдесят лет), Максим Николаич сообщает, что старуха и так долго пожила, пора и честь знать. Яков настаивает на том, чтобы Марфе поставили банки или хотя бы пиявок, но получает отказ и предписание поить больную два раза в день порошками и прикладывать холодный компресс. Раздражённый, он уезжает домой и в избе принимается за изготовление гроба, предварительно сняв мерки с притихшей жены.
К утру Марфа скончалась, и все приготовления к её похоронам, на радость Якова, не стоили ему ничего: одели и обмыли покойницу старухи-соседки, гроб несли четверо мужиков из уважения, псалтырь читал сам Яков, а за могилку ничего не взяли, так как сторож на кладбище был кумом Якова.
Только после того, как он попрощался с женой, Яков вспомнил, что за всю свою жизнь ни разу не приласкал её, не сказал ей доброго слова, относился к ней как к данности. Он наконец понял это, и тоска его взяла, и захотелось ему плакать, но продлилось это недолго.
Встретив по пути Ротшильда, Яков в расстроенных чувствах прогнал его и пошёл на берег реки, туда, где стояла широкая старая верба, о которой перед смертью говорила Марфа, вспоминая умершую белокурую дочку. На берегу реки Яков сетует на то, что жизнь прошла без пользы, ведь на всём, что сейчас происходило перед его глазами, можно было бы нажить состояние: «… и рыбу ловить, и на скрипке играть, и барки гонять, и гусей бить, то какой получился бы капитал!».
Одолеваемому тяжёлыми мыслями Якову снятся кошмары, он заболевает и снова отправляется в городскую больницу к фельдшеру. Тот назначает то же лечение, да Яков и сам понимает, что недолго ему осталось… Герой приходит к выводу, что жизнь — человеку в убыток, и только смерть приносит пользу.
В таком мрачном настроении Яков берет скрипку, выходит из избы и, сам того не ожидая, играет жалостливую мелодию, которую тут же и сложил. Вошедшего во двор Ротшильда он подзывает поближе, рассказывает о своей болезни. Весь день после этого он в тоске пролежал в кровати, и батюшка, пришедший его исповедовать, спрашивает о грехах. Вспомнив лицо Марфы, крик еврея, Яков завещает ему свою скрипку в качестве извинения за все причиненные страдания.
С тех пор скрипка Ротшильда стала издавать такие же жалобные звуки, которые в последний раз вышли из-под смычка Якова. Горожане интересуются, откуда у Ротшильда такая хорошая скрипка, а купцы и чиновники наперебой приглашают его в свои дома и по десять раз заставляют играть одну и ту же мелодию.

## Адаптации
- Спектакль Камы Гинкаса «Скрипка Ротшильда»[1].
- Опера «Скрипка Ротшильда» Вениамина Флейшмана.

## Издания на иностранных языках
- Сочинения А. П. Чехова. — Берлин : Слово, [1921]-1922. Т. 9. — [1922]. — 319 c. Скрипка Ротшильда. С. 304—318.
- Чёрный монах : рассказы и повести / А. П. Чехов. — Берлин : И. П. Ладыжников, 1920 (Лейпциг : Шпамер). — 607 с. — (Russische Bibliothek ; Bd. 41). Скрипка Ротшильда. С. 304—318[2]